# Jens Jørgen Hansen
Jens Jørgen Hansen (Struer, 4 januari 1939 – aldaar, 2 januari 2022) was een Deens profvoetballer en voetbaltrainer. Hij speelde gedurende zijn hele loopbaan als verdediger bij Esbjerg fB.

## Loopbaan
Jørgen Hansen heeft 417 wedstrijden in het eerste elftal van Esbjerg fB gespeeld. Hij heeft - op drie anderen na - de meeste wedstrijden voor de club gespeeld. Hij kwam met het Deens voetbalelftal uit op het EK 1964 in Spanje.
Hij beëindigde zijn voetballoopbaan in 1972, waarna hij kortstondig trainer was van het voornoemde Esbjerg fB.
Jørgen Hansen overleed op 2 januari 2022.

## Erelijst
- Superligaen 4x: 1961, 1962, 1963 en 1965
- Beker van Denemarken 1x: 1964